# Championnat de Yougoslavie féminin de handball
Le championnat de Yougoslavie féminin de handball  mettait aux prises les meilleures équipes de club de Yougoslavie avant la dissolution de fait de la République fédérale socialiste. La dernière édition a eu lieu en 1992.
Les clubs les plus titrés sont le Radnički Belgrade avec 14 titres et le Lokomotiva Zagreb avec 10 titres, suivi du Budućnost Titograd (aujourd'hui ŽRK Budućnost Podgorica) avec 4 titres.
Aujourd'hui, les équipes évoluent dans l'un des championnats suivants :
- Championnat de Bosnie-Herzégovine
- Championnat de Croatie
- Championnat de Macédoine du Nord
- Championnat de RF Yougoslavie/Serbie-et-Monténégro, lui-même aujourd'hui séparé en :
  - Championnat du Monténégro
  - Championnat de Serbie
- Championnat de Slovénie

## Palmarès
Le palmarès est :
| Saison | Champion                      |
| ------ | ----------------------------- |
| 1953   | Mirko Kljajić (Nova Gradiska) |
| 1954   | Železničar Belgrade (sr)      |
| 1955   | Lokomotiva Virovitica         |
| 1956   | Lokomotiva Zagreb             |
| 1957   | Spartak Subotica              |
| 1958   | Lokomotiva Virovitica         |
| 1959   | Lokomotiva Zagreb             |
| 1960   | Spartak Subotica              |
| 1961   | BSK Belgrade                  |
| 1962   | Lokomotiva Zagreb             |
| 1963   | Spartak Subotica              |
| 1964   | Lokomotiva Zagreb             |
| 1965   | Lokomotiva Zagreb             |
| 1966   | Podravka Koprivnica           |

| Saison | Champion            |
| ------ | ------------------- |
| 1967   | Podravka Koprivnica |
| 1968   | Lokomotiva Zagreb   |
| 1969   | Lokomotiva Zagreb   |
| 1970   | Lokomotiva Zagreb   |
| 1971   | Voždovac Belgrade   |
| 1972   | Radnički Belgrade   |
| 1973   | Radnički Belgrade   |
| 1974   | Lokomotiva Zagreb   |
| 1975   | Radnički Belgrade   |
| 1976   | Radnički Belgrade   |
| 1977   | Radnički Belgrade   |
| 1978   | Radnički Belgrade   |
| 1979   | Radnički Belgrade   |
| 1980   | Radnički Belgrade   |

| Saison | Champion           |
| ------ | ------------------ |
| 1981   | Radnički Belgrade  |
| 1982   | Radnički Belgrade  |
| 1983   | Radnički Belgrade  |
| 1984   | Radnički Belgrade  |
| 1985   | Budućnost Titograd |
| 1986   | Radnički Belgrade  |
| 1987   | Radnički Belgrade  |
| 1988   | Voždovac Belgrade  |
| 1989   | Budućnost Titograd |
| 1990   | Budućnost Titograd |
| 1991   | Lokomotiva Zagreb  |
| 1992   | Budućnost Titograd |

## Bilan
| Rang | Club                          | Titres gagnés | Titres gagnés | Titres gagnés |
| Rang | Club                          | Nombre        | Premier       | Dernier       |
| ---- | ----------------------------- | ------------- | ------------- | ------------- |
| 1    | Radnički Belgrade             | 14            | 1971/1972     | 1986/1987     |
| 2    | Lokomotiva Zagreb             | 10            | 1955/1956     | 1990/1991     |
| 3    | Budućnost Podgorica           | 2             | 1984/1985     | 1989/1990     |
| 3    | Spartak Subotica              | 2             | 1956/1957     | 1962/1963     |
| 5    | Podravka Koprivnica           | 2             | 1965/1966     | 1966/1967     |
| 5    | Lokomotiva Virovitica         | 2             | 1954/1955     | 1957/1958     |
| 5    | Voždovac Belgrade             | 2             | 1970/1971     | 1987/1988     |
| 8    | Mirko Kljajić (Nova Gradiska) | 1             | 1952/1953     | 1952/1953     |
| 8    | Železničar Belgrade (sr)      | 1             | 1953/1954     | 1953/1954     |
| 8    | BSK Belgrade                  | 1             | 1960/1961     | 1960/1961     |